# Mummia 1770
La mummia 1770 è una mummia che si trova al Manchester Museum. È la mummia di una ragazza egizia che, al momento della morte, aveva circa 13 o 14 anni. Le gambe non erano assieme al corpo, ma erano state sostituite da tavole di legno con i piedi rappresentati da sandali riempiti di fango e con canne appuntite al posto delle dita. Unghie e canne erano coperte d'oro, il che fa pensare che appartenesse a qualche famiglia facoltosa.

## Ricostruzione facciale
Quando il sarcofago fu aperto nel 1975 dal Mummy team diretto dalla specialista Rosalie David, gli archeologi pensarono di poter riuscire a fare una ricostruzione facciale forense. Il teschio era incompleto e rotto in vari pezzi. Per poter ricostruire il volto furono rimessi insieme i vari elementi, fu fatto un calco in gesso e furono riempiti gli spazi vuoti con della cera. Per poter creare il volto furono inseriti pezzi di legno nel calco, con la profondità precisa dei tessuti. Fu poi aggiunta altra cera fino a ricoprire il legno con un sottile strato. Dopo la solidificazione della cera furono aggiunti occhi di vetro ed una parrucca. La mummia 1770 fu ricostruita due volte, una prima volta nel 1975 ed una seconda volta qualche anno dopo con l'aggiunta delle spalle e del collo, una pelle più scura ed il trucco. Erano già state fatte alcune ricostruzioni facciali delle mummie (per esempio dei fratelli Khnum-Nakht e Nekht-Ankh), ma mai in maniera così accurata..

## Morte
Si è scoperto che la ragazza aveva nell'addome un Dracunculus medinensis maschio, per cui si ipotizza la dracunculiasi come causa della sua morte. Non si sa se le gambe le furono amputate per questo motivo. È certo però che la giovane morì poche settimane dopo l'operazione chirurgica.